# Cassis norai
Cassis norai is een slakkensoort uit de familie van de Cassidae. De wetenschappelijke naam van de soort is voor het eerst geldig gepubliceerd in 1995 door Prati Musetti.